# August Ludolf Friedrich Schaumann
August Ludolf Friedrich Schaumann, auch: August Friedrich Ludolph Schaumann (* 19. Mai 1778 in Hannover; † 14. Oktober 1840 ebenda) war ein deutscher Beamter, Offizier, General und Schriftsteller. Er kämpfte in den Koalitionskriegen in der King’s German Legion an der Seite Carl von Altens gegen die Truppen Napoleon Bonapartes und schrieb später seine erst im 19. Jahrhundert veröffentlichte Autobiographie.

## Leben
Geboren wurde August Ludolf Friedrich Schaumann zur Zeit des Kurfürstentums Hannover – und im Jahr vor der Französischen Revolution – in der Burgstraße von Hannover als Sohn eines Advokaten und einer geborenen von Lüde, einer alteingesessenen, ehemals der Kaufmanns-Innung angehörigen hannoverschen Patrizierfamilie. Er wuchs jedoch bei seinen Großeltern auf, „am Marktkirchhofe, die Front des Hauses keine fünf Schritt gegen die mit Grabschriften verzierte hohe Marktkirche“ im damaligen Haus des Küsters.
Bereits im Alter von 16 Jahren wurde der jugendliche Schaumann Soldat, nahm jedoch als 21-Jähriger zunächst Abschied vom Militär und wurde von seinem Vater als Post-Anlernling im Hinüber'schen Posthof untergebracht „vor dem Steinthore zu Hannover“ an der Celler Straße.
Doch während der Napoleonischen Kriege, in der sogenannten „Franzosenzeit“ auch in Hannover, in der der französische General Édouard Adolphe Mortier mit der Besetzung Hannovers eine zehnjährige Fremdherrschaft über die Stadt einleitete, kämpfte Schaumann als Offizier in der Königlich Deutschen, in „The King’s German Legion“ in Diensten des britischen Weltreiches. Im Kirchenbuch der Aegidienkirche wurde Schaumann als „Großbritt. Deputy-Assistant, Commissary General, General-Kriegs-Commissair“ bezeichnet. Schaumann überlebte den Krieg, doch sein Bruder Wilhelm fiel als „Kapitän“ in der Schlacht bei Waterloo.
So erlebte Schaumann noch das Ende der Personalunion zwischen Großbritannien und Hannover und die Blütezeit des Königreichs Hannover zu Beginn der Industrialisierung.
Mit seiner Ehefrau Charlotte Schwabe hatte er die Tochter Adele Graebe (* 25. Juni 1828 in Hannover; † 23. Oktober 1894 in Hildesheim; in erster Ehe verheiratet mit dem Großkaufmann Otto Graebe, * 7. August 1817 in Braunschweig; † 17. September 1848 in Magdeburg), die später den Königlich Preußischen Ersten Stallmeister am Militärreitinstitut Hannover Bernhard Hugo von Holleuffer ehelichte. Ihr Sohn war der spätere preußischer General der Infanterie und geadelte Karl von Schaumann.
August Schaumann wurde auf dem Gartenfriedhof bestattet, allerdings ist sein Grabmal heute dort nicht mehr vorhanden.
Die – denkmalgeschützte – Grabstätte von Schaumanns Vater findet sich jedoch noch auf dem Alten St.-Nikolai-Friedhof.

## Schriften
- August Ludolph Friedrich Schaumann: Kreutz- und Querzüge,  2 Bände, Autobiographie mit einem 1827 geschriebenen Vorwort, posthum hrsg. von Schaumanns Enkel Corad von Holleuffer, mit einem Geleitwort von Fedor von Zobeltitz, Leipzig: Friedrich Arnold Brockhaus, 1922